# 효자 오백주 정문
효자 오백주 정문은 대한민국 경기도 포천시 어룡동에 있다. 1986년 4월 9일 포천시의 향토유적 제3호로 지정되었다.

## 개요
효자 오백주 선생의 효성을 치하하기 위해 조정에서 내린 정문이다.